# 100 funtów izraelskich 1967 Zwycięstwo
100 funtów izraelskich 1967 Zwycięstwo – izraelska moneta kolekcjonerska wybita w 1967 roku w złocie z okazji zwycięstwa w wojnie sześciodniowej. Moneta wyemitowana przez Bank Izraela. Monety z okresu funta zostały wycofane z obiegu w 1980 roku. Moneta wybita poza izraelskimi seriami monet kolekcjonerskich.

## Opis monety

### Awers
W środku pola monety znajduje się symbol Armii Obrony Izraela na tle stylizowanej gwiazdy. Pod nim, wzdłuż otoku monety, znajduje się nominał z nazwą waluty w języku hebrajskim – 100 funtów izraelskich. Nad mieczem, wzdłuż otoku, umieszczono nazwy państwa w językach angielskim, hebrajskim (ישראל) i arabskim (اسرائيل). Awers z inskrypcjami został zaprojektowany przez Cwiego Narkisa.

### Rewers
W legendzie rewersu znajduje się przedstawienie Ściany Płaczu. W prawej, dolnej części monety, wzdłuż otoku, znajduje się data zdobycia Ściany Płaczu przez armię izraelską w 1967 roku, czyli „יום כ"ח באייר התשכ"ז, 1967” (28 dzień miesiąca Ijar 5727-1967). Na lewo od daty 1967 wybito znaki mennicy (מ). Rewers został zaprojektowany przez Gerda Rothschilda i Ze’ewa Lipmana ze studia Roli.

### Rant
Na rancie monety znalazła się inskrypcja sporządzona starohebrajską czcionką „כ"ח אייר-ב' סיוון תשכ"ז”, czyli okres trwania wojny sześciodniowej (28 dzień miesiąca Ijar-2 dzień miesiąca Siwan 5727). Inskrypcja skierowana jest do awersu z trzema małymi gwiazdkami.

### Pozostałe
Opis:
- waga: 26 g,
- średnica: 37 mm,
- kruszec: Au 916,
- stempel: lustrzany,
- liczba wybitych sztuk: 9004,
- mennica: Swissmint (Berno, Szwajcaria).